# Championnat de Belgique de football de quatrième division 2017-2018
Navigation
saison précédente saison suivante
Le Championnat de Belgique de football D4 2017-2018 est la soixante-sixième édition du championnat de Championnat belge de « 4e Division ». Mais c'est la deuxième édition de ce niveau sous l'appellation «Division 2 Amateur».
Cette compétition est de niveau national mais « régionalisé ». Cette appellation d'apparence paradoxale vient de la volonté de l'URBSFA de conserver son esprit unitaire et de ne pas ce scinder en « Fédérations régionales » comme d'autres sports ont pu le faire.
Cette Division 2 Amateur se répartit en trois séries de 16 clubs. Deux séries composées de 16 clubs situés en Région flamande (ou selon le règlement) affiliés à la VFV - Voetbal Federatie Vlaanderen - et une série avec des clubs du reste du pays (ou selon le règlement) affiliés à l'ACFF - Association des Clubs Francophones de Football -.
Au terme de la toute première saison sous la nouvelle formule, les trois champions ont été Berchem, Châtelet-Farciennes et Knokke. L'Eendracht Alost a gagné sa place à l'échelon supérieur via le Tour final.
La fin de saison de cette compétition peut être qualifié d'ubuesque. C'est, selon une désormais triste habitude, la problématique de la "licence pour la D1 Amateur" qui amène les incongruités. Ainsi un des trois champions (Rupel Boom) doit passer devant la CBAS pour obtenir le droit de monter. Par ailleurs, sur les "48" équipes composant les trois séries, seules 8 formations obtiennent le fameux sésame permettant la promotion. Si on ôte deux des trois champions, cela laisse 6 candidats en ordre pour disputer le tour final sur...12 places ouvertes.
Détail amusant mais aussi révélateur de l'état général du football belge. La "parité" linguistique est respectée 3 néerlandophones et 3 francophones. La où le bât blesse est que la gestion se faisant par aile linguistique le "sort" est fondamentalement différent en vers les uns et les autres. Ainsi un club "VFV" (St-E-Winkel) se retrouve directement qualifié pour la deuxième partie du tour final alors que les trois cercles "ACFF" doivent s'affronter en deux tours pour désigner celui qui ira à la seconde partie.

## Renoncement
- Le K. VV Coxyde (matricule 1934), relégué de D1 Amateur, a choisi de laisser son équipe "A" inactive, durant la saison 2017-2018 et de n'aligner que des équipes de jeunes. La "Première" de club redémarrera en P4 Flandre occidentale en 2018-2019. Cette décision a permis un montant supplémentaire depuis les séries de D3 Amateur VFV.

## Fusions - Unions - Changement d'appellation
- En février 2017 tombe la confirmation d'une rumeur latente: Le K. SK Halle (matricule 120) et le FC Pepingen (matricule 7741) s'unissent à la fin de la saison (pas de fusion officielle), pour former le SK Pepingen-Halle. L'équipe première club du club formé évoluera au stade "Lamme Guiche" de Hal alors que la sélection provinciale jouera à Pepingen[1]. Le K. SK Halle étant relégué en D3 Amateur VFV et le FC Pepingen étant promu (via le tour final) vers la Division 2 Amateur VFV, c'est le matricule 7741 qui est conservé.
- En fin de compétition 2016-2017, le K. FC Izegem (matricule 935) et OMS Ingelmunster (matricule 9441) fusionnent pour former le K. FC Mandel United (matricule 935). OMS Ingelmunster étant promu vers la D2 Amateur (champion), cela libère une place pour un montant supplémentaire depuis les séries de Division 3 Amateur VFV.
- Le RC Hades (matricule 8721) adapte son appellation officielle et devient le RC Hades Hasselt.
- Le matricule 94 ayant été racheté et déménagé vers La Louvière, l'appellation  Racing Charleroi-Couillet-Fleurus disparait et laisse la place à RAAL La Louvière. À la suite de la relégation sportive du matricule 94, ce club évolue en D3 Amateur en 2017-2018.

## Critères de participation
Ce 4e niveau du football belge est le premier considéré comme exclusivement «Amateur». Pour être autorisés à y jouer, les clubs ne doivent répondre à aucun critère administratif supplémentaire par rapport aux précédentes obligations inhérentes à l' «ex-Promotion».

## Organisation
Ce championnat est géré communément par les deux ailes linguistiques de l'URBSFA: la VFV et l'ACFF
Chaque série est jouée distinctement. Au sein de chaque poule, les équipes se rencontrent en matchs aller/retour et un classement distinct est établi pour chaque série.

### Promotion en D1 Amateur
Le champion de chaque série est promu en Division 1 Amateur. Il y donc deux fois 1 montant « VFV » + une fois 1 montant « ACFF ».
Chaque aile linguistique désigne des cercles de prendre part au « Tour final de D1 Amateur » en compagnie du 13e classé de cette division. Le gagnant du TF D1 Amateur reste ou monte dans cette division.

### Relégation en D3 Amateur
Les relégations se font vers les séries de D3 Amateur de l'aile linguistique concernée.
Dans les deux séries D2 Amateur VFV, les deux derniers classés de chaque série sont relégués vers la "D3 Amateur VFV". Le 14e classé de chaque série est considéré comme « barragiste » et doit prendre patr à un tour final en fin de saison, pour assurer son maintien. Le perdant ne descend que si trois clubs « VFV » descendent de D1 Amateur. Les deux 14e classés descendent si quatre clubs « VFV » quittent la D1 Amateur
Dans la série D2 Amateur ACCF, les trois derniers classés sont relégués en "D3 Amateur ACFF". Il n'y a pas de "barragiste" mais un ou plusieurs descendants directs supplémentaires peuvent être désignés en fonction du nombre de clubs "ACFF" qui quittent la D1 Amateur.

## Clubs participants 2017-2018

### D2 Amateur VFV - Série A
| #  | Nom                                       | Mat. | Ville          | Stades                  | Provinces       | En D2-Am depuis | Total en D2-Am | Total Niv. 4 | S. Précédente     |
| -- | ----------------------------------------- | ---- | -------------- | ----------------------- | --------------- | --------------- | -------------- | ------------ | ----------------- |
| 1  | Koninklijke Racing Club Gent              | 11   | Gand           | PGB                     | Fl. orientale   | 2016-2017 (2e)  | 2 saisons      | 29 saisons   | 8e Div 2 série A  |
| 2  | Koninklijke Voetbal Klub Westhoek         | 100  | Ypres          | KVK Ieperstadion        | Fl. occidentale | 2016-2017 (2e)  | 2 saisons      | 29 saisons   | 13e Div 2 série A |
| 3  | Koninklijke Sportvereniging Bornem        | 342  | Bornem         | Het Breeven             | Anvers          | 2016-2017 (2e)  | 2 saisons      | 16 saisons   | 14e Div 2 série A |
| 4  | Koninklijke Maatschappij Torhout 1992     | 822  | Torhout        | Velodroom               | Fl. occidentale | 2016-2017 (2e)  | 2 saisons      | 12 saisons   | 9e Div 2 série A  |
| 5  | Koninklijke Football Club Mandel United   | 935  | Izegem         | Stedelijke              | Fl. occidentale | 2016-2017 (2e)  | 2 saisons      | 27 saisons   | 4e Div 2 série A  |
| 6  | Sporting West Harelbeke                   | 1574 | Harelbeke      | Forestier               | Fl. occidentale | 2016-2017 (2e)  | 2 saisons      | 10 saisons   | 12e Div 2 série A |
| 7  | Koninklijke Rupel Boom Football Club      | 2138 | Boom           | Gemeentelijk Park       | Anvers          | 2016-2017 (2e)  | 2 saisons      | 14 saisons   | 3e Div 2 série B  |
| 8  | Koninklijke Londerzeel Sportkring         | 3630 | Londerzeel     | Burg. A. Lambert        | Brabant fl.     | 2016-2017 (2e)  | 2 saisons      | 23 saisons   | 8e Div 3 série B  |
| 9  | Koninklijke Football Club Sparta Petegem  | 3821 | Petegem        | Sparta Petegemstadion   | Fl. orientale   | 2016-2017 (2e)  | 2 saisons      | 8 saisons    | 2e Div 2 série A  |
| 10 | Koninklijke Sportvereniging Temse         | 4297 | Tamise         | Fernand Schuermans      | Fl. orientale   | 2016-2017 (2e)  | 2 saison       | 7 saisons    | 7e Div 2 série A  |
| 11 | Kon. Voetbalclub Sint-Eloois-Winkel Sport | 4408 | St-E-Winkel    | St-Eloois-Winkelstadion | Fl. occidentale | 2016-2017 (2e)  | 2 saisons      | 17 saisons   | 5e Div 2 série A  |
| 12 | Kon. Oude-Leerlingen St-Augustinus Brakel | 5553 | Brakel         | OLSA                    | Fl. orientale   | 2016-2017 (2e)  | 2 saisons      | 12 saisons   | 6e Div 2 série A  |
| 13 | Sport Kring Sint-Niklaas                  | 9264 | Nieuwkerken/W. | Meesterstraat           | Fl. orientale   | 2016-2017 (2e)  | 2 saisons      | 4 saisons    | 11e Div 2 série A |
| 14 | Football Club Gullegem                    | 9512 | Gullegem       | FC Gullegem             | Fl. occidentale | 2016-2017 (2e)  | 2 saisons      | 3 saisons    | 10e Div 2 série A |
| 15 | Koninklijke Sport Kring Ronse             | 38   | Renaix         | O. Crucke               | Fl. orientale   | 2017-2018 (1re) | 1 saison       | 22 saisons   | 4e Div 3 série A  |
| 16 | Sport Kring Pepingen-Halle                | 7741 | Hal            | Lamme Guiche            | Brabant fl.     | 2017-2018 (1re) | 1 saison       | 4 saisons    | 3e Div 3 série A  |

#### Localisations - Série VFV A
| \| Boom Bornem Gand Petegem Temse Torhout Mandel Utd SEW Gullegem Brakel St-Niklaas Ronse Westhoek Harelbeke Londerzeel Pepingen \| Localisation des clubs engagés en Division 2 Amateur 2017-2018 - Série VFV A |
| Boom Bornem Gand Petegem Temse Torhout Mandel Utd SEW Gullegem Brakel St-Niklaas Ronse Westhoek Harelbeke Londerzeel Pepingen                                                                                    |

### D2 Amateur VFV - Série B
| #  | Nom                                            | Mat. | Ville       | Stades             | Provinces   | En D2-Am depuis | Total en D2-Am | Total Niv. 4 | S. Précédente     |
| -- | ---------------------------------------------- | ---- | ----------- | ------------------ | ----------- | --------------- | -------------- | ------------ | ----------------- |
| 1  | Koninklijke Sporting Hasselt                   | 3245 | Hasselt     | Stedelijk          | Limbourg    | 2017-2018 (1re) | 1 saison       | 11 saisons   | 13e Div 1-Am      |
| 2  | Royal Cappellen Football Club                  | 43   | Kapellen    | Jos Van Wellen     | Anvers      | 2016-2017 (2e)  | 2 saisons      | 21 saisons   | 10e Div 2 série B |
| 3  | Koninklijke Voetbal Klub Tienen                | 132  | Tirlemont   | Julien Bergé       | Brabant fl. | 2016-2017 (2e)  | 2 saisons      | 11 saisons   | 14e Div 2 série B |
| 4  | Koninklijke Football Club Duffel               | 284  | Duffel      | Sportcetrum Duffel | Anvers      | 2016-2017 (2e)  | 2 saisons      | 47 saisons   | 13e Div 2 série B |
| 5  | Koninklijke Bocholter Voetbalvereniging        | 595  | Bocholt     | Damburg            | Limbourg    | 2016-2017 (2e)  | 2 saisons      | 7 saisons    | 6e Div 2 série B  |
| 6  | Koninklijke Football Club Zwarte Leeuw         | 1124 | Rijkevorsel | Louis Van Roey     | Anvers      | 2016-2017 (2e)  | 2 saisons      | 32 saisons   | 7e Prom. série C  |
| 7  | Koninklijke Olympia Sporting Club Wijgmaal     | 1349 | Wijgmaal    | Ymeriastadion      | Brabant fl. | 2016-2017 (2e)  | 2 saisons      | 33 saisons   | 5e Div 2 série B  |
| 8  | Koninklijke Hoogstraten Voetbalvereniging      | 2366 | Hoogstraten | Seminarie          | Anvers      | 2016-2017 (2e)  | 2 saisons      | 30 saisons   | 11e Div 2 série B |
| 9  | Kon. Voetbal Vereniging THES Sport Tessenderlo | 3671 | Tessenderlo | THES Sport         | Limbourg    | 2016-2017 (2e)  | 2 saisons      | 7 saisons    | 2e Div 2 série B  |
| 10 | Spouwen-Mopertingen                            | 3970 | Mopertingen | Complex Blokstraat | Limbourg    | 2016-2017 (2e)  | 2 saisons      | 33 saisons   | 4e Div 2 série C  |
| 11 | Tempo Overijse Maleizen Tombeek                | 8715 | Overijse    | Complex Hagaard    | Brabant fl. | 2016-2017 (2e)  | 2 saisons      | 13 saisons   | 12e Div 2 série B |
| 12 | Racing Club Hades Hasselt                      | 8721 | Kiewit      | RC Hades           | Limbourg    | 2016-2017 (2e)  | 2 saisons      | 5 saisons    | 9eDiv 2 série B   |
| 13 | Football Club Turnhout                         | 148  | Turnhout    | Stadspark          | Anvers      | 2017-2018 (1re) | 1 saison       | 3 saisons    | 1er Div 3 série B |
| 14 | Koninklijke Sport-Club City Pirates            | 544  | Merksem     | Jef Mermans        | Anvers      | 2017-2018 (1re) | 1 saison       | 14 saisons   | 2e Div 3 série B  |
| 15 | Koninklijke Football Club Sint-Lenaarts        | 1357 | St-Lenaarts | St-Lenaarts        | Anvers      | 2017-2018 (1re) | 1 saison       | 10 saisons   | 5e Div 3 série B  |
| 16 | Koninklijke Voetbal Vereniging Vosselaar       | 2391 | Vosselaar   | Konijnenberg       | Anvers      | 2017-2018 (1re) | 1 saison       | 17 saisons   | 3e Div 3 série B  |

#### Localisations - Série VFV B
| \| Turnhout Vosselaar St-Len. Hoogstraten Cappellen City Pirates Bocholt Tirlemont Overijse Duffel Wijgmaal Zw L Spouwen-Mop. RC Hades Hasselt Tessenderlo \| Localisation des clubs engagés en Division 2 Amateur 2017-2018 - Série VFV B |
| Turnhout Vosselaar St-Len. Hoogstraten Cappellen City Pirates Bocholt Tirlemont Overijse Duffel Wijgmaal Zw L Spouwen-Mop. RC Hades Hasselt Tessenderlo                                                                                    |

### D2 Amateur ACFF
| #  | Nom                                     | Mat. | Ville           | Stades              | Provinces      | En D2-Am depuis | Total en D2-Am | Total Niv. 4 | S. Précédente     |
| -- | --------------------------------------- | ---- | --------------- | ------------------- | -------------- | --------------- | -------------- | ------------ | ----------------- |
| 1  | Royal Sprimont Comblain Sport           | 260  | Sprimont        | du Tultay           | Liège          | 2017-2018 (1re) | 1 saison       | 8 saisons    | 16e Div 1 Amateur |
| 2  | Royal White Star Bruxelles              | 5750 | Molenbeek       | E. Machtens         | Bruxelles/ACFF | 2017-2018 (1re) | 1 saison       | 2 saisons    | 15e D1 Amateur    |
| 3  | Royal Football Club de Liège            | 4    | Rocourt         | rue de la Tonne     | Liège          | 2016-2017 (2e)  | 2 saisons      | 8 saisons    | 2e Div 2 ACFF     |
| 4  | Royal Stade Waremmien Football Club     | 190  | Waremme         | Edmond Leburton     | Liège          | 2016-2017 (2e)  | 2 saisons      | 31 saisons   | 10e Div 2 ACFF    |
| 5  | Union Royale La Louvière Centre         | 213  | La Louvière     | du Tivoli           | Hainaut        | 2016-2017 (2e)  | 2 saisons      | 29 saisons   | 4e Div 2 ACFF     |
| 6  | Olympic Club de Charleroi               | 246  | Montignies s/S. | de La Neuville      | Hainaut        | 2016-2017 (2e)  | 2 saisons      | 7 saisons    | 3e Div 2 ACFF     |
| 7  | Royale Union Wallonne Ciney             | 460  | Ciney           | Lambert             | Namur          | 2016-2017 (2e)  | 2 saisons      | 25 saisons   | 11e Div 2 ACFF    |
| 8  | Royal Football Club Union La Calamine   | 526  | La Calamine     | Prince Philippe     | Liège          | 2016-2017 (2e)  | 2 saisons      | 16 saisons   | 9e Div 2 ACFF     |
| 9  | Entente Acren-Lessines                  | 2774 | Deux-Acren      | des Camomilles      | Hainaut        | 2016-2017 (2e)  | 2 saisons      | 6 saisons    | 6e Div 2 ACFF     |
| 10 | Royal Racing Club Hamoir                | 3114 | Hamoir          | Emile Thines        | Liège          | 2016-2017 (2e)  | 2 saisons      | 10 saisons   | 5e Div 2 ACFF     |
| 11 | Royal Wallonia Walhain Chaumont-Gistoux | 3262 | Walhain         | des Boscailles      | Brabant wal.   | 2016-2017 (2e)  | 2 saisons      | 10 saisons   | 8e Div 2 ACFF     |
| 12 | Royal Football Club de Meux             | 4454 | Meux            | des Verts et Blancs | Namur          | 2016-2017 (2e)  | 2 saisons      | 13 saisons   | 12e Div 2 ACFF    |
| 13 | Solières Sport                          | 9426 | Solières        | Château Vert        | Liège          | 2016-2017 (2e)  | 2 saisons      | 5 saisons    | 7e Div 2 ACFF     |
| 14 | Royale Union Sportive Rebecquoise       | 1614 | Rebecq          | Gobard              | Brabant wal.   | 2017-2018 (1re) | 1 saison       | 3 saisons    | 2e Div 3 ACFF-A   |
| 15 | Royale Entente Durbuy                   | 3008 | Barvaux s/O.    | de Barvaux          | Luxembourg     | 2017-2018 (1re) | 1 saison       | 4 saisons    | 1er Div 3 ACFF-B  |
| 16 | Racing White Daring Molenbeek           | 5479 | Molenbeek       | E. Machtens         | Bruxelles/ACFF | 2017-2018 (1re) | 1 saison       | 6 saisons    | 1er Div 3 ACFF-A  |

#### Localisations - Série ACFF
| \| White Star RWDM Rebecq La Louvière Acren Walhain Ciney Hamoir Liège La Calamine Olympic Waremme Meux Solières Sprimont Durbuy \| Localisation des clubs engagés en Division 2 Amateur 2017-2018 - Série ACFF |
| White Star RWDM Rebecq La Louvière Acren Walhain Ciney Hamoir Liège La Calamine Olympic Waremme Meux Solières Sprimont Durbuy                                                                                   |

## Résultats et classements

### Influence de la D1 Amateur
Le résultat final de la Division 1 Amateur a une influence importante car il conditionne les relégations (et promotions éventuelles) des niveaux inférieurs.
Ainsi le nombre de descendants directs d'une même aile linguistique (VFV ou ACFF) de D1 Amateur peut contraindre à des relégations supplémentaires dans la ou les séries de l'aile linguistique concernée.
Par exemple, le "scénario catastrophe", les trois relégués directs + le barragiste qui n'assure pas son maintien appartiennent tous à la même aile linguistique. Cela induirait deux descendants supplémentaire si la VFV est concernée et trois relégués supplémentaires si c'est l'ACFF qui est concernée.

### Légende
|                 | Champion et promu en D1 Amateur.                                                     |
|                 | clubs participant à la qualification VFV ou ACFF pour le "Tour final de D1 Amateur". |
|                 | clubs participant au "Tour final Descente VFV".                                      |
|                 | clubs relégués vers la Division 3 Amateur.                                           |
| en augmentation | Clubs promus de Division 3 Amateur depuis la saison précédente.                      |
| en diminution   | Clubs relégués de Division 1 Amateur depuis la saison précédente.                    |

### Classement final Division 2 Amateur VFV - Série A
- Champion d'automne: K. FC Mandel United
- Dernière mise à jour: le 2 mai 2018 à 11h15.
  - Championnat terminé

| Rang | Équipe                    | Pts | J  | G  | N  | P  | Bp | Bc | Diff |
| ---- | ------------------------- | --- | -- | -- | -- | -- | -- | -- | ---- |
| 1    | K. RUPEL BOOM FC          | 61  | 30 | 19 | 4  | 7  | 74 | 49 | +25  |
| 2    | K. FC Mandel United       | 57  | 30 | 18 | 3  | 9  | 59 | 33 | +26  |
| 3    | K. St-Eloois-Winkel Sport | 55  | 30 | 16 | 7  | 7  | 60 | 41 | +19  |
| 4    | K. FC Sparta Petegem 1    | 53  | 30 | 15 | 8  | 7  | 64 | 40 | +24  |
| 5    | K. VK Westhoek            | 51  | 30 | 16 | 3  | 11 | 61 | 56 | +5   |
| 6    | K. SK St-Niklaas          | 50  | 30 | 15 | 5  | 10 | 55 | 43 | +12  |
| 7    | K. SV Temse               | 48  | 30 | 14 | 6  | 10 | 51 | 42 | +9   |
| 8    | RC Harelbeke              | 43  | 30 | 12 | 7  | 11 | 45 | 42 | +3   |
| 9    | K. OLSA Brakel            | 41  | 30 | 11 | 8  | 11 | 41 | 49 | -8   |
| 10   | R. RC Gent                | 37  | 30 | 12 | 1  | 17 | 47 | 59 | -12  |
| 11   | FC Gullegem               | 40  | 30 | 12 | 4  | 14 | 51 | 52 | -1   |
| 12   | K. Londerzeel SK          | 36  | 30 | 10 | 6  | 14 | 55 | 51 | +4   |
| 13   | K. SK Ronse               | 33  | 30 | 7  | 12 | 11 | 33 | 44 | -11  |
| 14   | SK Pepingen-Halle         | 28  | 30 | 7  | 7  | 16 | 30 | 56 | -26  |
| 15   | Torhout KM 1992           | 26  | 30 | 7  | 5  | 18 | 36 | 67 | -31  |
| 16   | K. SV Bornem              | 17  | 30 | 5  | 2  | 23 | 28 | 66 | -38  |

- 1 le K. FC Sparta Petegem n'ayant pas demandé de licence pour la "D1 Amateur" ne peut pas participer au tour final malgré le gain d'une période.

#### Résultats des matchs de la série VFV A
| Résultats (▼dom., ►ext.)                                   | BOO | BOR | BRA | GEN | GUL | RCH | LON | MAN | PEP | PET | RON | SEW | STN | TEM | TOR | WES |
| K. Rupel Boom FC                                           |     | 3-2 | 2-2 | 2-1 | 2-1 | 4-2 | 4-3 | 1-7 | 4-0 | 1-2 | 4-3 | 2-1 | 4-1 | 2-0 | 1-2 | 3-1 |
| K. SV Bornem                                               | 1-4 |     | 0-2 | 1-3 | 0-1 | 0-3 | 0-4 | 2-3 | 2-3 | 0-2 | 1-1 | 0-3 | 2-1 | 2-0 | 1-0 | 3-1 |
| K. OLSA Brakel                                             | 0-4 | 2-0 |     | 3-1 | 1-1 | 3-2 | 1-3 | 0-4 | 0-0 | 3-0 | 1-0 | 3-1 | 0-3 | 0-0 | 1-1 | 1-1 |
| R. RC Gent-Zeehaven                                        | 3-1 | 3-2 | 1-2 |     | 1-3 | 1-2 | 2-2 | 2-0 | 3-0 | 0-3 | 3-2 | 3-1 | 3-0 | 2-1 | 3-1 | 2-3 |
| FC Gullegem                                                | 3-2 | 3-0 | 4-3 | 3-1 |     | 3-3 | 1-1 | 4-0 | 4-1 | 1-1 | 1-2 | 2-3 | 0-1 | 4-3 | 1-0 | 0-3 |
| RC Harelbeke                                               | 0-0 | 2-0 | 3-0 | 4-0 | 3-1 |     | 2-1 | 1-0 | 0-1 | 0-4 | 2-2 | 0-1 | 1-1 | 0-2 | 3-1 | 2-4 |
| K. Londerzeel SK                                           | 2-3 | 0-1 | 2-0 | 2-0 | 1-2 | 0-4 |     | 0-2 | 3-2 | 2-0 | 0-0 | 2-2 | 1-4 | 1-2 | 5-1 | 4-2 |
| K. FC Mandel United                                        | 0-0 | 3-1 | 2-0 | 1-0 | 1-0 | 3-0 | 0-1 |     | 5-0 | 0-2 | 3-1 | 1-3 | 1-2 | 3-0 | 2-0 | 2-1 |
| SK Pepingen-Halle                                          | 1-4 | 1-1 | 1-1 | 2-1 | 2-0 | 0-1 | 0-0 | 2-2 |     | 1-3 | 1-0 | 1-3 | 2-0 | 0-1 | 1-1 | 1-2 |
| K. FC Sparta Petegem                                       | 1-1 | 3-1 | 4-1 | 2-0 | 0-4 | 4-2 | 4-3 | 0-1 | 4-0 |     | 1-1 | 0-1 | 5-2 | 2-2 | 5-0 | 3-2 |
| K. SK Ronse                                                | 0-5 | 2-1 | 2-2 | 1-2 | 2-0 | 0-0 | 2-1 | 0-1 | 1-0 | 0-0 |     | 0-0 | 3-3 | 0-0 | 1-1 | 1-1 |
| K. St-Eloois-Winkel Sp.                                    | 2-3 | 3-2 | 3-1 | 5-2 | 3-1 | 1-1 | 1-1 | 1-3 | 3-1 | 1-1 | 0-2 |     | 1-3 | 1-1 | 4-1 | 3-1 |
| K. SK St-Niklaas                                           | 1-3 | 1-0 | 1-2 | 4-0 | 3-1 | 1-1 | 3-0 | -   | 4-0 | 2-2 | 3-1 | 0-2 |     | 0-2 | 1-0 | 0-3 |
| K. SV Temse                                                | 3-1 | 4-1 | 0-2 | 3-0 | 3-1 | 0-1 | 3-2 | 1-1 | 1-1 | 3-2 | 3-0 | 2-3 | 0-2 |     | 3-2 | 4-2 |
| Torhout KM 1992                                            | 3-1 | 3-0 | 0-2 | 2-1 | 3-1 | 2-0 | 3-1 | 2-6 | 0-5 | 2-2 | 1-2 | 0-3 | 1-1 | 1-2 |     | 0-4 |
| K. VK Westhoek                                             | 1-3 | 2-1 | 3-2 | 1-3 | 3-0 | 2-0 | 0-7 | 2-0 | 2-0 | 3-2 | 3-1 | 1-1 | 0-3 | 3-2 | 4-2 |     |
| - Victoire à domicile - Match nul - Victoire à l'extérieur |     |     |     |     |     |     |     |     |     |     |     |     |     |     |     |     |

### Classement final Division 2 Amateur VFV - Série B
| Rang | Équipe                       | Pts | J  | G  | N  | P  | Bp | Bc | Diff |
| ---- | ---------------------------- | --- | -- | -- | -- | -- | -- | -- | ---- |
| 1    | K. VV THES SPORT TESSENDERLO | 65  | 30 | 20 | 5  | 5  | 63 | 30 | +33  |
| 2    | K. Bocholter VV              | 57  | 30 | 17 | 6  | 7  | 57 | 42 | +15  |
| 3    | Spouwen-Mopertingen          | 52  | 30 | 14 | 10 | 6  | 56 | 46 | +10  |
| 4    | K. Olympia SC Wijgmaal       | 46  | 30 | 14 | 4  | 12 | 53 | 49 | +4   |
| 5    | K. SC City Pirates           | 44  | 30 | 12 | 8  | 9  | 48 | 43 | +5   |
| 6    | K. VV Vosselaar              | 44  | 30 | 11 | 11 | 8  | 49 | 35 | +14  |
| 7    | RC Hades Hasselt             | 43  | 30 | 13 | 4  | 13 | 44 | 44 | 0    |
| 8    | R. Cappellen FC              | 42  | 30 | 11 | 8  | 11 | 43 | 37 | +6   |
| 9    | Tempo Overijse               | 41  | 30 | 12 | 5  | 13 | 39 | 51 | -12  |
| 10   | K. FC Duffel                 | 40  | 30 | 11 | 7  | 12 | 46 | 46 | 0    |
| 11   | FC Turnhout                  | 37  | 30 | 8  | 13 | 9  | 30 | 34 | -4   |
| 12   | Hoogstraten VV               | 36  | 30 | 10 | 6  | 14 | 39 | 47 | -8   |
| 13   | K. Sporting Hasselt 2        | 35  | 30 | 10 | 5  | 14 | 34 | 45 | -11  |
| 14   | K. FC Zwarte Leeuw           | 30  | 30 | 6  | 12 | 12 | 43 | 47 | -4   |
| 15   | K. VK Tienen                 | 28  | 30 | 8  | 4  | 17 | 38 | 57 | -19  |
| 16   | K. FC St-Lenaarts            | 22  | 30 | 6  | 4  | 20 | 33 | 66 | -33  |

2 Le Sporting Hasselt est le seul club de cette série, en plus du champion, à avoir obtenu la licence pour la "D1 Amateur". Il est donc autorisé à participer au tour final malgré un classement final très modeste et le fait de ne pas avoir gagné de période.

#### Résultats des matchs de la série VFV B
| Résultats (▼dom., ►ext.)                                   | PIR | BOC | CAP | DUF | HAD | SPH | HOO | OVE | STL | SPO | TES | TIE | TUR | VOS | WIJ | ZWL |
| K. SC City Pirates Antw.                                   |     | 0-2 | 2-2 | 4-2 | 2-1 | 2-0 | 3-0 | 2-0 | 5-0 | 2-4 | 1-3 | 4-1 | 0-0 | 1-1 | 3-2 | 5-5 |
| K. Bocholter VV                                            | 2-0 |     | 1-2 | 2-1 | 2-0 | 2-2 | 2-2 | 1-0 | 2-1 | 1-1 | 2-1 | 3-2 | 0-0 | 3-3 | 5-1 | 2-0 |
| R. Cappellen FC                                            | 1-1 | 1-3 |     | 1-1 | 0-3 | 1-0 | 1-2 | 1-2 | 2-2 | 0-1 | 5-2 | 0-1 | 1-1 | 2-2 | 1-2 | 1-0 |
| K. FC Duffel                                               | 0-1 | 2-1 | 0-2 |     | 2-2 | 0-2 | 0-0 | 1-0 | 3-2 | 1-0 | 1-2 | 3-2 | 2-2 | 2-1 | 1-2 | 3-3 |
| RC Hades Hasselt                                           | 0-1 | 5-1 | 1-0 | 3-1 |     | 1-3 | 3-1 | 2-3 | 2-1 | 1-1 | 0-3 | 4-1 | 0-1 | 3-3 | 2-4 | 0-2 |
| K. Sporting Hasselt                                        | 1-1 | 0-2 | 1-4 | 0-2 | 2-0 |     | 0-1 | 4-3 | 4-1 | 0-4 | 2-1 | 2-0 | 0-0 | 1-3 | 1-0 | 2-1 |
| Hoogstraten VV                                             | 0-2 | 1-2 | 1-1 | 0-3 | 1-2 | 2-1 |     | 4-1 | 2-0 | 1-1 | 1-3 | 3-0 | 2-0 | 1-1 | 3-3 | 1-3 |
| Tempo Overijse                                             | 1-1 | 0-4 | 2-1 | 3-0 | 1-0 | 2-2 | 2-0 |     | 1-0 | 1-1 | 0-1 | 3-0 | 2-4 | 0-5 | 3-1 | 1-0 |
| K. FC St-Lenaarts                                          | 3-2 | 1-2 | 0-3 | 1-4 | 0-1 | 2-0 | 2-3 | 1-3 |     | 3-0 | 0-3 | 3-3 | 2-1 | 1-4 | 2-0 | 1-1 |
| Spouwen-Mopertingen                                        | 0-1 | 3-2 | 4-3 | 2-5 | 2-1 | 3-1 | 1-0 | 2-1 | 2-1 |     | 3-3 | 3-0 | 0-2 | 3-1 | 3-0 | 1-1 |
| VV The Sport Tessenderlo                                   | 3-0 | 4-0 | 1-1 | 1-1 | 1-0 | 2-1 | 3-2 | 4-1 | 2-0 | 3-3 |     | 2-0 | 2-0 | 1-0 | 1-0 | 4-1 |
| K. VK Tienen                                               | 1-4 | 2-2 | 0-1 | 3-2 | 1-3 | 2-0 | 5-2 | 3-0 | 2-0 | 1-1 | 1-0 |     | 1-3 | 0-3 | 3-4 | 1-1 |
| FC Turnhout                                                | 3-0 | 0-3 | 0-3 | 1-0 | 0-1 | 0-0 | 1-0 | 0-0 | 1-1 | 1-2 | 1-3 | 1-0 |     | 2-2 | 1-3 | 1-1 |
| K. VV Vosselaar                                            | 0-0 | 2-0 | 0-1 | 0-0 | 1-3 | 1-0 | 1-0 | 1-2 | 2-0 | 5-1 | 0-3 | 1-0 | 1-1 |     | 3-0 | 0-0 |
| K. Olympia SC Wijgmaal                                     | 3-1 | 1-3 | 1-0 | 2-1 | 0-1 | 0-1 | 0-2 | 3-1 | 5-0 | 2-2 | 2-0 | 3-0 | 1-1 | 2-2 |     | 5-2 |
| K. FC Zwarte Leeuw                                         | 3-1 | 4-0 | 0-1 | 1-2 | 1-1 | 2-1 | 0-1 | 2-2 | 1-2 | 2-2 | 1-1 | 2-3 | 1-1 | 2-0 | 0-1 |     |
| - Victoire à domicile - Match nul - Victoire à l'extérieur |     |     |     |     |     |     |     |     |     |     |     |     |     |     |     |     |

### Classement final Division 2 Amateur ACFF
- Champion d'automne: Racing White Daring de Molenbeek
- Dernière mise à jour: le 2 mai 2018 à 12h35.
  - Championnat terminé.

| Rang | Équipe                    | Pts | J  | G  | N  | P  | Bp | Bc | Diff |
| ---- | ------------------------- | --- | -- | -- | -- | -- | -- | -- | ---- |
| 1    | RWD Molenbeek             | 76  | 28 | 25 | 1  | 2  | 84 | 19 | +65  |
| 2    | R. FC de Liège 3          | 66  | 28 | 21 | 3  | 4  | 68 | 30 | +38  |
| 3    | Olympic CC 3              | 54  | 28 | 16 | 6  | 8  | 53 | 37 | +16  |
| 4    | R. Entente Durbuy         | 45  | 28 | 13 | 6  | 9  | 40 | 37 | +3   |
| 5    | R. RC Hamoir              | 44  | 28 | 13 | 5  | 12 | 44 | 43 | +1   |
| 6    | UR La Louvière Centre 3   | 42  | 28 | 12 | 6  | 11 | 38 | 43 | -5   |
| 7    | R. Stade Waremmien FC     | 38  | 28 | 11 | 5  | 10 | 48 | 46 | +2   |
| 8    | R. Wallonia Walhain CG    | 37  | 28 | 9  | 10 | 11 | 38 | 44 | -6   |
| 9    | Solières Sport            | 35  | 28 | 9  | 8  | 12 | 37 | 41 | -4   |
| 10   | R. Entente Acren Lessines | 34  | 28 | 9  | 7  | 12 | 44 | 46 | -2   |
| 11   | R. FC Meux                | 32  | 28 | 8  | 7  | 13 | 48 | 55 | -7   |
| 12   | R. US Rebecquoise         | 31  | 28 | 8  | 7  | 13 | 41 | 51 | -10  |
| 13   | R. UW Ciney 4             | 24  | 28 | 5  | 9  | 14 | 35 | 48 | -13  |
| 14   | R. Sprimont Comblain Sp.  | 18  | 28 | 5  | 3  | 20 | 29 | 62 | -33  |
| 15   | R. FC Union La Calamine   | 12  | 28 | 3  | 3  | 22 | 25 | 70 | -45  |
| 16   | R. White Star Bruxelles   | 0   | 0  | 0  | 0  | 0  | 0  | 0  | 0    |

- Jusqu'au 29 septembre 2017, les résultats du White Star Bruxelles sont sanctionnés d'un forfait (5-0). Ensuite, ces résultats sont retirés et les rencontres considérées comme "remises". Les points de victoire sont retirés ainsi que les buts inscrits. L'étape suivante sera de prononcer un "forfait général".
- 3 Seuls le R. FC de Liège, l'Olympic de Charleroi et l'UR La Louvière Centre ont demandé et obtenu leur licence pour la "D1 Amateur".
- 4 La R. UW Ciney est en sursis dans l'attente de clarification du dossier "Virton". Si le club gaumais ne reçoit pas sa licence de "D1 Amateur", Ciney est relégué.

#### Résultats des matchs de la série ACFF
| Résultats (▼dom., ►ext.)                                   | ACR | OLY | CIN | DUR | HAM | CAL | LOU | LIE | MEU | MOL | SOL | SPR | REB | WAL | STW |
| Entente Acren Lessines                                     |     | 4-2 | 1-2 | 0-1 | 4-2 | 4-1 | 0-0 | 1-3 | 2-2 | 0-1 | 2-1 | 1-0 | 3-1 | 3-0 | 1-1 |
| R. Olympic CC                                              | 2-0 |     | 3-0 | 2-1 | 1-3 | 3-1 | 1-2 | 2-2 | 2-2 | 2-1 | 2-1 | 4-2 | 2-2 | 1-1 | 0-0 |
| R. UW Ciney                                                | 2-0 | 1-3 |     | 0-2 | 2-2 | 3-0 | 1-1 | 1-1 | 2-4 | 2-2 | 1-1 | 0-1 | 1-1 | 1-1 | 1-2 |
| R. Entente Durbuy                                          | 2-1 | 2-3 | 0-5 |     | 0-0 | 2-0 | 2-0 | 2-0 | 2-1 | 0-3 | 0-1 | 1-1 | 1-2 | 1-3 | 4-2 |
| R. RC Hamoir                                               | 4-0 | 1-2 | 2-1 | 1-1 |     | 1-1 | 0-3 | 0-3 | 1-0 | 1-2 | 1-0 | 1-3 | 3-1 | 2-1 | 2-1 |
| R. FC Union La Calamine                                    | 0-2 | 0-2 | 2-1 | 0-1 | 2-3 |     | 0-1 | 1-3 | 0-4 | 0-4 | 2-2 | 2-2 | 0-2 | 2-1 | 1-4 |
| UR La Louvière Centre                                      | 2-2 | 1-1 | 3-1 | 0-2 | 1-5 | 2-0 |     | 0-3 | 4-1 | 0-5 | 2-0 | 1-0 | 3-2 | 0-1 | 1-0 |
| R. FC de Liège                                             | 4-1 | 4-1 | 4-0 | 3-1 | 3-2 | 5-4 | 2-1 |     | 4-1 | 2-3 | 3-1 | 3-0 | 2-1 | 3-0 | 1-0 |
| R. FC Meux                                                 | 1-1 | 1-0 | 1-1 | 2-2 | 1-2 | 6-1 | 3-4 | 0-4 |     | 2-4 | 1-0 | 4-1 | 4-0 | 1-1 | 2-1 |
| RWD Molenbeek                                              | 2-1 | 0-1 | 1-0 | 3-0 | 4-0 | 1-0 | 3-0 | 4-0 | 5-0 |     | 4-1 | 3-2 | 6-1 | 7-2 | 2-1 |
| Solières Sport                                             | 2-2 | 2-0 | 1-1 | 0-2 | 0-0 | 4-1 | 2-2 | 0-2 | 3-1 | 0-2 |     | 3-0 | 1-0 | 2-2 | 2-2 |
| R. Sprimont Comblain Sp.                                   | 1-3 | 0-2 | 1-0 | 3-5 | 1-3 | 2-3 | 0-2 | 0-2 | 3-1 | 0-3 | 0-1 |     | 2-0 | 1-2 | 3-4 |
| R. US Rebecquoise                                          | 2-1 | 0-3 | 4-1 | 0-2 | 4-0 | 1-0 | 1-1 | 0-1 | 0-0 | 0-3 | 4-2 | 4-0 |     | 2-2 | 1-2 |
| R. Wallonia Walhain CG                                     | 2-2 | 0-2 | 1-0 | 1-1 | 1-0 | 3-1 | 3-1 | 0-0 | 3-1 | 0-2 | 1-2 | 0-0 | 3-3 |     | 3-1 |
| R. Stade Waremmien FC                                      | 3-2 | 3-4 | 3-4 | 0-0 | 0-2 | 1-0 | 2-0 | 3-1 | 2-1 | 1-4 | 1-2 | 4-0 | 2-2 | 2-0 |     |
| - Victoire à domicile - Match nul - Victoire à l'extérieur |     |     |     |     |     |     |     |     |     |     |     |     |     |     |     |

- Forfait général du White Star, chaque formation est "bye" à deux reprises.
- La présence de plusieurs clubs (Entente Durbuy, FC de Liège, UR La Louvière Centre et RWD Molenbeek) de cette série lors du 5e tour de la Coupe de Belgique entraîne la remise de plusieurs rencontres de la première journée.
- Le White Star Bruxelles, sans stade de résidence mais surtout dans l'incapacité d'aligner une équipe perd ses cinq premières rencontres par forfait. Un forfait général devrait être prononcé, les points seront alors annulés et le classement établi sur 15 clubs.

## Attribution du titre VFV
Finale aller/retour avec le champion de chacune des séries VFV.
| Dates | Type  | Équipe 1                     | Équipe 2         | 90' | Prol. | T-a-B |
| TDB   | aller | K. VV THES Sport Tessenderlo | K. Rupel Boom FC | 1-3 |       |       |

## Qualification Tour final D1 Amateur
À la fin de la phase classique, trois places sont ouvertes pour le "Tour final D1 Amateur", au terme duquel une place est attribuée en D1 Amateur.
Ces trois places sont réparties en deux clubs VFV et un club ACFF.

### Condition de participation
Pour pouvoir prendre part au Tour final D1 Amateur, un club doit
- soit être en ordre de licence.
- soit que cette licence ne lui pas encore été refusée "par une décision coulée en force de chose jugée" (exemple par la CBAS)[7].

### Qualification VFV
Théoriquement, huit équipes entrent en ligne de compte pour ces qualifications. Il s'agit du deuxième classé de chaque série VFV et des trois vainqueurs de période de chaque série VFV. Comme par le passé, si une ou plusieurs périodes ont été remportées par le club champion et/ou par le même club,; les places ouvertes sont attribuées au cercle le mieux classé selon l'ordre du classement final (à partir de la 3e place)

#### Participants VFV
Au terme de la phase classique, trois clubs répondent aux conditions d'accès à ce tour final:
- Série A: FC Mandel United, K. VC St-Eloois-Winkel Sp.
- Série B: Sporting Hasselt.

#### Résultats VFV
Ce tour final se résume à sa plus simple expression: une seule rencontre !
Par tirage au sort, St-E-Winkel est exempté des deux tours internes à la VFV et directement qualifié pour le Tour final D1 Amateur.
La seule partie planifiée se joue en une seule manche sur le terrain de l'équipe tirée en premier (prolongation et tirs au but éventuels). Les quatre vainqueurs se qualifient pour la deuxième journée.
|                                       |                     |                  | Score | Prol | TaB |
| Premier tour - le dimanche 6 mai 2018 |                     |                  |       |      |     |
| 1                                     | K. FC Mandel United | Sporting Hasselt | 4-0   |      |     |

St-E-Winkel et K. FC Mandel United se qualifient pour le "Tour final D1 Amateur".

### Qualification ACFF
Théoriquement, quatre équipes entrent en ligne de compte pour ces qualifications. Il s'agit du deuxième classé et des trois vainqueurs de période. Comme par le passé, si une ou plusieurs périodes ont été remportées par le club champion et/ou par le même club,; les places ouvertes sont attribuées au cercle le mieux classé selon l'ordre du classement final (à partir de la 3e place)

#### Participants ACFF
Au terme de la phase classique, trois clubs répondent aux conditions d'accès:
- R. FC de Liège
- R. Olympic CC
- UR La Louvière Centre

#### Résultats ACFF
Deux rencontres tirées au sort, en une seule manche sur le terrain de l'équipe tirée en premier (prolongation et tirs au but éventuels). Les deux vainqueurs se qualifient pour la deuxième journée.
Le tirage au sort est effectué le 30 avril 2018 à 18h30 dans les locaux de l'ACFF à Cognelée. Pour la première fois, ce tirage fais l'objet d'une retransmission vidéo en direct sur la page Facebook de l'ACFF.
Par tirage au sort, l'UR La Louvière Centre est exemptée du premier tour.
|                                        |                |                       | Score | Prol | TaB |
| Premier tour - le vendredi 4 mai 2018. |                |                       |       |      |     |
| Q1                                     | R. FC de Liège | R. Olympic CC         | 1-1   | 2-1  |     |
| Finale ACFF - le mercredi 9 mai 2018   |                |                       |       |      |     |
| F                                      | R. FC de Liège | UR La Louvière Centre | 1-0   |      |     |

Le R. FC de Liège est qualifié pour le "Tour final D1 Amateur".

## Tour final Descente VFV
Ce tour final oppose les deux 14e classés de chaque série VFV.
- Participants:
  - Série A: Sport Kring Pepingen-Halle.
  - Série B: K. FC Zwarte Leeuw.

|                                        |                   |                    | Score | Prol | TaB |
| Premier tour - le dimanche 6 mai 2018. |                   |                    |       |      |     |
| B1                                     | SK Pepingen-Halle | K. FC Zwarte Leeuw | 3-1   |      |     |

Le K. FC Zwarte Leeuw est relégué car au moins trois clubs "VFV" sont descendants directs de D1 Amateur: Hamme, Berchem et Patro Eisden sont relégués directs de "D1 Amateur".
Le SK Pepingen-Halle est aussi relégué car le barragiste de « Division 1 Amateur », le K. FC Vigor Wuitens Hamme, n'a pas assuré son maintien.

## Tour final de D3 Amateur
Plusieurs formations disputent un tour final pour espérer être promus avec les quatre champions de D3 Amateur. Il s'agit, tant pour la VFV que pour l'ACFF, des équipes classées 2e de leur série et des différents vainqueurs de périodes. En cas de cumul (champion et/ou vainqueurs de périodes), le classement général est déterminant.

### Montants directs VFV
- K. SC De Toekmost Menen
- K. FC Heur-Tongeren

### Montants directs ACFF
- RAA La Louvière
- FC Tilleur

### VFV

#### Participants VFV
Huit clubs se disputent deux places en D2 Amateur VFV.
- Série VFV-A: SC Dikkelvenne, K. FC Eppegem, R. FC Wetteren, K. VC Wingene.
- Série VFV-B: K. Diegem Sport, K. Excelsior SK Leopoldsburg, Eendracht Termien, K. VK Wellen.

#### Résultats VFV
Les rencontres se jouent en une seule manche sur le terrain de la première équipe tirée. Le tirage au sort est effectué le ... dans les locaux de la VFV à Bruxelles.
|                                                         |                              |                   | Score | Prol | TaB |
| Premier tour - les samedi et dimanche 05 et 6 mai 2018. |                              |                   |       |      |     |
| 1                                                       | K. VC Wingene                | K. Diegem Sport   | 1-2   |      |     |
| 2                                                       | K. FC Eppegem                | K. FC Wetteren    | 4-3   |      |     |
| 3                                                       | SC Dikkelvenne               | K. VK Wellen      | 3-0   |      |     |
| 4                                                       | K. Excelsior SK Leopoldsburg | Eendracht Termien | 1-1   | 1-1  | 2-4 |
| Finales – le jeudi 10 mai 2018.                         |                              |                   |       |      |     |
| 5                                                       | K. Diegem Sport              | Eendracht Termien | 3-0   |      |     |
| 6                                                       | SC Dikkelvenne               | K. FC Eppegem     | 1-2   |      |     |

- Le match n°3 se joue le samedi 5 mai 2018, les rencontres 1, 2 et 4 se disputent le lendemain.
- K. Diegem Sport et K. FC Eppegem montent de Division 2 Amateur "VFV"

#### Match de classement3eet4eplaces
Les perdants de la deuxième journées s'affrontent pour désigner un 3e montant éventuel. Ce cas de figure se présente si le vainqueur du Tour final D1 Amateur est un club VFV et que le barragiste de D1 Amateur qui ne se maintient pas soit un club ACFF.
|                                                    |                |                   | Score | Prol | TaB |
| Match pour les 3e et 4e – le dimanche 13 mai 2018. |                |                   |       |      |     |
| 7                                                  | SC Dikkelvenne | Eendracht Termien | 2-0   |      |     |

- En raison de l'arrêt d'activités du Lierse (faillite), le SC Dikkelvenne est promu.

#### Rencontres de classement5eà la8eplace
Ces rencontres ne sont finalement pas jouées.

### ACFF

#### Participants ACFF
Huit clubs se disputent une place en D2 Amateur ACFF:
- Série ACFF-A: Francs Borains, R. ES Couvin-Mariembourg, R. CS Onhaye, R. FC Tournai (ou R. JE Binchoise)
  - La R. JE Binchoise a perdu trois points sur tapis vert, mais conteste la sanction. Avec ces unités, le club devance Tournai au classement final.
- Série ACFF-B: R. Jeunesse Aischoise, FC Herstal, R. RC Stockay, URS Lixhe Visé.

#### Résultats ACFF
Les rencontres se jouent en une seule manche sur le terrain de la première équipe tirée. Le tirage au sort est effectué le 30 avril 2018 dans les locaux de l'ACFF à Cognelée. Pour la première fois, ce tirage est retransmis en direct sur la page Facebook de l'ACFF.
|                                          |                |                          | Score    | Prol | TaB |
| Premier tour - le dimanche 6 mai 2018.   |                |                          |          |      |     |
| 1                                        | R. FC Tournai  | Francs Borains           | 1-4      |      |     |
| 2                                        | R.CS Onhaye    | R. ES Couvin-Mariembourg | 2-3      |      |     |
| 3                                        | FC Herstal     | RJ. Aischoise            | 0-2      |      |     |
| 4                                        | R. RC Stockay  | URS Lixhe Visé           | 2-3      |      |     |
| Deuxième tour - le dimanche 13 mai 2018. |                |                          |          |      |     |
| 5                                        | Francs Borains | RJ. Aischoise            | 4-0      |      |     |
| 6                                        | URS Lixhe Visé | R. ES Couvin-Mariembourg | 2-0      |      |     |
| Consolation - le dimanche 20 mai 2018.   |                |                          |          |      |     |
| 8                                        | RJ. Aischoise  | R. ES Couvin-Mariembourg | 1-3      |      |     |
| Finale - le dimanche 20 mai 2018.        |                |                          |          |      |     |
| 7                                        | URSL Visé      | Francs Borains           | annulé 1 |      |     |

Francs Borains et URSL Visé montent en D2 Amateur ACFF. Il y a deux montants car il n'y a pas de club ACFF descendant direct de D1 Amateur.
1 La "finale" (7) devait être jouée pour la gloire. De commun accord, les deux clubs ont choisi d'annuler la rencontre et ainsi mettre fin à leur saison.
Le vainqueur de la consolation (8) est promu car le R. FC de Liège remporte le "Tour final D1 Amateur".

## Résumé de la saison
- Champion série VFV A: K. Rupel Bool FC 1re titre en Division 2 Amateur - 1re titre au 4e niveau
- Champion série VFV B: K. VV THES Sport Tessenderlo 1re titre en Division 2 Amateur - 1re titre au 4e niveau
- Champion série ACFF: RWD Molenbeek 1re titre en Division 2 Amateur - 1re titre au 4e niveau
- 51e titre de D2 Amateur - Nième au 4e niveau - pour la province d'Anvers
- 29e titre de D2 Amateur - Nième au 4e niveau - pour la province de Limbourg
- 41e titre de D2 Amateur - Nième au 4e niveau - pour la province de Brabant, Premier sacre d'une club de  la Région de Bruxelles Capitale depuis celui de l'Union St-Gilloise en 1983

| Région flamande (32)             | Région flamande (32) | Région wallonne (16)              | Région wallonne (16) |
| -------------------------------- | -------------------- | --------------------------------- | -------------------- |
| Province d'Anvers                | 10                   | Province de Hainaut               | 3                    |
| Province de Flandre-Occidentale  | 6                    | Province de Liège                 | 6                    |
| Province de Flandre-Orientale    | 6                    | Province de Luxembourg            | 1                    |
| Province de Limbourg             | 5                    | Province de Namur                 | 2                    |
| Province du Brabant flamand      | 5                    | Province du Brabant wallon        | 2                    |
| Région de Bruxelles-Capitale VFV | 0                    | Région de Bruxelles-Capitale ACFF | 2                    |

À partir de la saison 2017-2018, le Brabant est également scindé en ailes linguistiques. Les cercles de la Région de Bruxelles-Capitale doivent choisir leur appartenance entre VFV et ACFF. La grande majorité opte pour l'ACFF..

### Montée en D1 Amateur
- K. Rupel Boom FC
- K. VV THES Sport Tessenderlo
- RWD Molenbeek
- R. FC de Liège

### Relégations en D3 Amateur

#### VFV
- K. SV Bornem
- K. FC St-Lenaarts
- K. VK Tienen
- KM Torhout 1992
- K. FC Zwarte Leeuw

#### ACFF
- R. White Star Bruxelles
- R. Union FC La Calamine
- R. Sprimont Comblain Sp.

## Débuts au4eniveauhiérarchique
Lors de cette saison 2017-2018, aucun club ne fait ses débuts au 4e niveau de la hiérarchie du football belge.

### Débuts en D2 Amateur
Plusieurs clubs qui ont déjà joué au niveau 4 y apparaissent pour la première fois sous sa dénomination de "D2 Amateur"
- R. White Star Bruxelles
- R. Sprimont Comblain Sport
- R. Entente Durbuy
- K. SC City Pirates Antwerpen
- R. US Rebecquoise
- SK Pepingen-Halle
- K. SK Ronse
- RWD Molenbeek
- K. FC St-Lenaarts
- FC Turnhout
- K. VV Vosselaar

## Fusion(s)
Comme régulièrement en fin de saison, divers projets de fusion entre clubs sont évoquées.

### Formation du RFC Sprimont
La première fusion confirmée concerne le Royal Sprimont Comblain Sport (matricule 260) qui s'uinit avec le R. FC Banneux (matricule 1066, qui n'a jamais évolué en séries nationales). L'entité créée prendra la dénomination de Royal Football Club Banneux Sprimont ou R. FCB Sprimont, sous le matricule 260. Une première rencontre amicale est déjà programmée le 23 juin 2018, contre le Standard, ni plus, ni moins.